# Mossbaggar
Mossbaggar (Dascillidae) är en familj av skalbaggar som först beskrevs av Lacordaire 1857 (1836. Enligt Catalogue of Life ingår mossbaggar i överfamiljen Dascilloidea, ordningen skalbaggar, klassen egentliga insekter, fylumet leddjur och riket djur, men enligt Dyntaxa är tillhörigheten istället ordningen skalbaggar, klassen egentliga insekter, fylumet leddjur och riket djur. Enligt Catalogue of Life omfattar familjen Dascillidae 5 arter. 
Kladogram enligt Catalogue of Life och Dyntaxa:
| mossbaggar | \| \| Anorus \| \| \| \| \| \| Dascillus \| \| \| \| |
|            | \| \| Anorus \| \| \| \| \| \| Dascillus \| \| \| \| |
|            | Rhipiceridae                                         |
|            |                                                      |
|            | Anorus                                               |
|            |                                                      |
|            | Dascillus                                            |
|            |                                                      |

|  | Anorus    |
|  |           |
|  | Dascillus |
|  |           |

## Bildgalleri

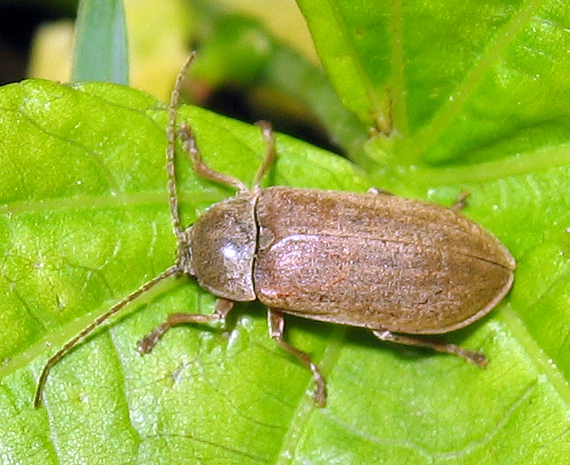